# 田蘭
田蘭（1469年—？年），字世馨，直隶保定府清苑縣人，明朝政治人物。

## 生平
治《詩經》，行三，由國子生中式弘治十一年戊午科順天府鄉試第六十四名舉人，年四十歲中式正德三年（1508年）戊辰科會試第二百七十七名，第三甲第一百八名進士。四年五月授都察院理刑进士，十月授御史，刘瑾向他索贿，被拒绝，遂于五年改任蒙阴县知县，调河南固始县，遷大同府知府，以病告归，卒于家。

## 家族
曾祖田壮，巡检。祖父田敬，遇例冠帶。父田昭，福建盐运司运副。母盛氏。永感下，兄芳、芝（教谕）。